# 산화 수은(II)
산화 수은(II)(酸化水銀(II), 영어: mercury(II) oxide)은 화학식이 HgO인 무기 화합물이다. 노란색이나 빨간색을 띤다.

## 역사
1774년 조지프 프리스틀리가 발견하였다.

## 같이 보기
- 산화 수은(I)